# Hugo Tabilo
Hugo del Carmen Tabilo Avilés (Socos, Chile, 15 de septiembre de 1956) exfutbolista y actual entrenador chileno. Pese a que su carrera se inició en Deportes Ovalle, se convirtió en uno de los máximo referentes de la era de oro de  Cobreloa en el fútbol chileno y sudamericano. Tabilo se desempeñaba preferentemente en la zona defensiva, como defensor y llegó a ser capitán del elenco de Calama, con el que disputó dos finales de la Copa Libertadores y le valió integrar la selección chilena en 1984 y 1985.

## Trayectoria

### Como futbolista
Hugo Tabilo apareció en el profesionalismo en 1976 en el Deportes Ovalle, cuadro en el que además surgieron otros jugadores destacados como Eduardo Gómez, Rubén Gómez y Rodolfo Dubó. En 1978, el Toti desechó una oferta de Palestino, pese a que se trataba del campeón vigente y que tendría chance de jugar la siguiente edición de la Copa Libertadores.
Sus primeros años en el cuadro naranja estuvieron marcadas por la lucha por el puesto con Manfredo González, quien partió a O'Higgins en 1980 y permitió que Tabilo se convirtiera en uno de los indiscutidos del primer título profesional de Cobreloa. Posteriormente, el zaguero en la final de la Copa Libertadores de 1981, que Cobreloa perdió ante Flamengo.
Pese a que no fue considerado por el DT Luis Santibáñez en el proceso previo a la participación de la selección chilena en el Mundial de 1982, Tabilo supo alcanzar ese año una nueva final de la Copa Libertadores de 1982 -derrota ante Peñarol- y sumó un segundo título nacional.
El zaguero alcanzó la selección chilena en 1984, de la mano de Isaac Carrasco. Actuó todo el partido que Chile igualó 0-0 ante la Inglaterra en el Santiago, en el que participaron otros ilustres jugadores de Cobreloa como Eduardo Gómez, Juan Covarrubias y Héctor Puebla. En 1985, Tabilo integró a la Roja en las Eliminatorias para el Mundial de México y además recibió la capitanía de Cobreloa, por lo que le correspondió levantar la copa en el título nacional ese año, en Arica.
En 1986, Tabilo y Cobreloa consiguen su primera Copa Chile. Un año más tarde, el cuadro naranja participaría de la Copa Libertadores y en enero de 1989, tras derrotar a Colo-Colo en Calama, los Zorros se ciñen su cuarto título de la Primera División. En total, Hugo Tabilo disputó 553 partidos con Cobreloa entre 1979 y 1990, logrando cuatro  Campeonatos nacionales, una Copa Chile y alcanzando la final de la Copa LIbertadores en dos oportunidades. Hugo Tabilo es el segundo jugador con más partidos disputados por Cobreloa, después de Héctor Puebla. Además, pese a ser lateral derecho, anotó 23 goles por Cobreloa, tanto de jugada en movimiento como de tiro libre.
En 1991 aceptó la oferta del Deportes Antofagasta, donde se reencontraría con Juan Carlos Letelier, quien fue su compañero en Cobreloa entre 1982 y 1987. El Toti actuó como volante defensivo y la campaña fue sobresaliente, ya que los albiazules clasificaron a la liguilla pre-Copa Libertadores, dejando en el camino nada menos que a su exclub, Cobreloa . En 1992 y a los 36 años, dejó la actividad profesional.

### Como entrenador
Hugo Tabilo se radicó en Calama después de su retiro y fue ayudante de Carlos Rojas en la banca loína, entre 1997 y 1998. Posteriormente cumplió funciones de entrenador en las escuelas de fútbol del club, hasta que entre 2001 y 2002, fue ayudante técnico de Víctor Merello en Cobreloa.
Posteriormente trabajó en Codelco Norte, y actualmente trabaja en la Minera Radomiro Tomic, como entrenador y jugador de fútbol del equipo de la empresa. Su despedida del fútbol se realizó en el Estadio Carlos Dittborn de Arica, en mayo de 2007.

## Clubes

### Como futbolista
| Club                 | País  | Año       |
| -------------------- | ----- | --------- |
| Deportes Ovalle      | Chile | 1976-1978 |
| Cobreloa             | Chile | 1979-1990 |
| Deportes Antofagasta | Chile | 1991-1992 |

## Palmarés

### Como futbolista

#### Campeonatos nacionales
| Título           | Club     | País  | Año  |
| ---------------- | -------- | ----- | ---- |
| Primera División | Cobreloa | Chile | 1980 |
| Primera División | Cobreloa | Chile | 1982 |
| Primera División | Cobreloa | Chile | 1985 |
| Copa Chile       | Cobreloa | Chile | 1986 |
| Primera División | Cobreloa | Chile | 1988 |

| Predecesor: Mario Soto | Capitán de Cobreloa 1985-1990 | Sucesor: Héctor Puebla |